# Ołoniecka Armia Ochotnicza
Ołoniecka Armia Ochotnicza – fiński związek operacyjny działający przeciwko wojskom bolszewickim we wschodniej Karelii w 1919 roku.

## Geneza
Władze Finlandii już na początku 1918 roku zaczęły zgłaszać swoje roszczenia do terytorium wschodniej Karelii, leżącej w granicach Rosji. 6 marca tego roku w Helsinkach powstał Tymczasowy Komitet Wschodniej Karelii, zaś tydzień później fińskie wojska przekroczyły rosyjską granicę. W kwietniu-maju zajęły one południową część Karelii, ale do końca czerwca zostały wyparte z powrotem do Finlandii. W styczniu 1919 roku działania wojenne przeciwko wojskom bolszewickim zostały wznowione, kiedy niewielka ekspedycja wojskowa zajęła na krótko rejon miejscowości Porajärvi. 

## Ołoniecka Armia Ochotnicza
W kwietniu 1919 roku za zgodą władz fińskich została sformowana tak zwaną Ołoniecka Armia Ochotnicza, licząca początkowo okokoło 1 tysiąc żołnierzy-ochotników z Karelii. Dowodził nią mjr Gunnar von Herzen, a następnie płk Aarne Sihvo. Składała się z czterech batalionów. 1 Batalion dowodzony przez kpt. S. Sihvonena miał atakować w kierunku na Ołoniec, zaś 3 Batalion mjr. Paavo Talveli i 4 Batalion kpt. Maskula – na wieś Priaża, a stamtąd na Pietrozawodsk. 2 Batalion znajdował się w rezerwie.

## Działania wojenne
W nocy z 20 na 21 kwietnia 1919 roku Finowie przeszli granicę. 21 kwietnia zajęli wieś Widlica, 23 kwietnia – Ołoniec oraz wsie Tułoksa, Megrega i Obża, zaś 24 kwietnia – wsie Wieszkielica, Kowkienica i Zaostrowie. W tej ostatniej zdobyto magazyny z uzbrojeniem i sprzętem wojskowym. Pomocy nacierającej armii udzielała miejscowa ludność fińska. Na zajętym obszarze powstało Tymczasowe Przedstawicielstwo Ołonieckie, które później zwołało zjazd przedstawicieli miejscowych Finów, na którym ogłoszono przyłączenie wschodniej Karelii do Finlandii. 25 kwietnia wojska bolszewickie podjęły nieskuteczną próbę odzyskania wsi Megrega. W pościgu za wycofującymi się bolszewikami Finowie zajęli Aleksandro-Świrski monastyr, podchodząc pod wieś Priaża i zagrażając bezpośrednio wojskom bolszewickim w Pietrozawodsku. Natarcie Finów był skoordynowane z atakiem od północy interwencyjnych oddziałów brytyjsko-kanadyjskich i białych Rosjan. Wkrótce zdobyto wieś Priaża, gdzie została utworzona grupa uderzeniowa pod dowództwem mjr. P. Talveli, aby zaatakować Pietrozawodsk. W okolicy miasta doszło do ciężkich walk, w rezultacie których wojska fińskie zostały powstrzymane. Nie nadeszła pomoc od wojsk alianckich, które doszły niedaleko od Pietrozawodska.

## Kontruderzenie wojsk bolszewickich
4 maja 1919 roku władze bolszewickie przeprowadziły we wschodniej Karelii masową mobilizację, dzięki czemu ich siły znacznie się powiększyły. 26 czerwca na tyły Ołonieckiej Armii Ochotniczej w rejonie Vitele przez jezioro Ładoga został przerzucony dywersyjny oddział złożony z około 600 czerwonych Finów. 27 czerwca w rejonie wsi Widlica bolszewicy rozpoczęli siłami 7 Armii tak zwaną operację widlicką. W jej wyniku 2-tysięczna Ołoniecka Armia Ochotnicza kontruderzeniem bolszewickiej 1 Dywizji Strzeleckiej i w wyniku desantu ze statków Oneskiej Flotylli Wojennej w rejonie wsi Tułoksa została 8 lipca zmuszona do odwrotu na pozycje wyjściowe na terytorium Finlandii. Armia istniała jeszcze do przełomu 1919/1920 roku, osiągając liczebność okokło 3 tysięcy ludzi, ale została ostatecznie rozformowana.